# Sam Wood
|  | No s'ha de confondre amb Sam Taylor-Wood. |

Sam Wood (Filadèlfia, Pennsilvània, 10 de juliol de 1883 − Hollywood, Califòrnia, 22 de setembre de 1949) va ser un director de cinema estatunidenc. Va debutar en l'escenificació el 1920 i va dirigir sense interrupció estrelles com Wallace Reid, Marion Davies, Norma Shearer i sobretot Gloria Swanson de la qual va ser el director habitual de 1921 a 1925 (nou pel·lícules, totes produïdes per Paramount Pictures). Va realitzar dues pel·lícules amb els Germans Marx (Una nit a l'òpera i Un dia a les curses) i ha participat en l'aventura d’Allò que el vent s'endugué (no surt al crèdits). De l'home sabem poques coses, però alguns detalls ajudaran potser a situar-lo: era president de l'"Aliança per a la Preservació dels Ideals Americans" i el seu testament estipulava que la seva noia seria desheretada si s'apuntava al Partit Comunista.

## Filmografia[2]
- Double Speed amb Wallace Reid (1920)
- The Dancin' Fool amb Wallace Reid (1920)
- What's Your Hurry? amb Wallace Reid (1920)
- The Great Moment amb Gloria Swanson (1921)
- Under the Lash amb Gloria Swanson (1921)
- Don't Tell Everything amb Gloria Swanson (1921)
- Her Husband's Trademark amb Gloria Swanson (1922)
- Her Gilded Cage amb Gloria Swanson (1922)
- Beyond the Rocks amb Gloria Swanson (1922)
- The Impossible Mrs. Bellew amb Gloria Swanson (1922)
- My American Wife amb Gloria Swanson (1922)
- Prodigal Daughters amb Gloria Swanson (1922)
- Bluebeard's Eighth Wife amb Gloria Swanson (1923)
- His Children's Children amb Bebe Daniels (1923)
- The Next Corner amb Conway Tearle i Lon Chaney (1924)
- The Female amb Betty Compson (1924)
- Paid amb Joan Crawford (1930)
- Hold your man amb Jean Harlow, Clark Gable i Stuart Erwin (1933)
- The Barbarian (1933)
- Whipsaw amb Spencer Tracy i Myrna Loy (1935)
- Una nit a l'òpera (A Night at the Opera) amb Groucho Marx, Chico Marx i Harpo Marx (1936)
- The Unguarded Hour (1936)
- Navy Blue and Gold amb James Stewart, Robert Young i Lionel Barrymore (1937)
- A Day at the Races (1937)
- Goodbye, Mr. Chips amb Robert Donat, Greer Garson i Terry Kilburn (1939)
- Allò que el vent s'endugué (Gone with the Wind) (codirigida amb Victor Fleming i George Cukor) amb Vivien Leigh, Clark Gable i Leslie Howard (1939)
- Raffles amb David Niven, Olivia de Havilland i Dudley Digges (1940)
- Miratge d'amor (Kitty Foyle) amb Ginger Rogers, Dennis Morgan i Ernest Cossart (1940)
- Un dia a les curses (A Day at the Races) amb Groucho Marx, Chico Marx i Harpo Marx (1940)
- El nostre poble (Our Town) amb William Holden, Martha Scott i Fay Bainter (1940)
- The Devil and Miss Jones amb Charles Coburn, Jean Arthur i Robert Cummings (1941)
- L'orgull dels ianquis amb Gary Cooper, Teresa Wright i Walter Brennan (1942)
- For Whom the Bell Tolls amb Gary Cooper, Ingrid Bergman i Akim Tamiroff (1943)
- Saratoga Trunk amb Gary Cooper, Ingrid Bergman i Flora Robson (1943)
- Casanova Brown amb Gary Cooper, Teresa Wright i Frank Morgan (1944)
- Heartbeat amb Ginger Rogers, Jean-Pierre Aumont i Adolphe Menjou (1946)
- Ivy amb Joan Fontaine, Patric Knowles i Herbert Marshall (1947)
- Command decision amb Clark Gable, Brian Donlevy i Charles Bickford (1948)
- The Stratton Story amb James Stewart, June Allyson i Frank Morgan (1949)
- Ambush amb Robert Taylor i Arlene Dahl (1949)